# Maurice Verdonck
Maurice Verdonck (født 21 april 1879, død 1 marts 1968) var en belgisk roer, som deltog i de olympiske lege 1900 i Paris.
Verdonck var med i den belgiske otter (fra klubben Royal Club Nautique de Gand) ved OL 1900. Her blev belgierne nummer to i det indledende heat, og i finalen vandt de sølv med tiden 6.13,8 minutter efter den amerikanske båd, der roede i 6.07,8, mens hollænderne vandt bronze i 6.23,0. Den øvrige besætning i den belgiske båd blev udgjort af Marcel van Crombrugge, Frank Odberg, Oscar de Somville, Prospère Bruggeman, Oscar de Cock, Maurice Hemelsoet, Jules de Bisschop og styrmand Alfred van Landeghem.